# 식스센스 (텔레비전 프로그램)
《식스센스》는 tvN에서 방송되는 텔레비전 프로그램이다.

## 역대 출연자

### 현재 멤버
| 역대 | 출연진 및 패널 | 방송 기간                        | 방송 회차       | 비고 |
| ---- | -------------- | -------------------------------- | --------------- | ---- |
| 1대  | 유재석         | 2020년 9월 3일 ~ 2022년 6월 17일 | 시즌 1 ~ 시즌 3 |      |
| 1대  | 오나라         | 2020년 9월 3일 ~ 2022년 6월 17일 | 시즌 1 ~ 시즌 3 |      |
| 1대  | 제시           | 2020년 9월 3일 ~ 2022년 6월 17일 | 시즌 1 ~ 시즌 3 |      |
| 1대  | 이미주         | 2020년 9월 3일 ~ 2022년 6월 17일 | 시즌 1 ~ 시즌 3 |      |
| 2대  | 이상엽         | 2021년 7월 2일 ~ 2022년 6월 17일 | 시즌 2 ~ 시즌 3 |      |

### 이전 멤버
| 역대 | 출연진 및 패널 | 방송 기간                        | 방송 회차       | 비고  |
| ---- | -------------- | -------------------------------- | --------------- | ----- |
| 1대  | 전소민         | 2020년 9월 3일 ~ 2021년 10월 1일 | 시즌 1 ~ 시즌 2 | [ 1 ] |

## 진행 방식
가짜와 진짜를 구분하는 방식으로 진행된다. 여러 곳 (혹은 사람 등)을 방문하고 어느 곳이 가짜인지 마지막에 투표를 해서 맞힌 사람은 순금 6개를 1/n로 나누어 가진다. 여기서 가짜는 모두 제작진이 섭외, 혹은 만든 것이다. (사람, 건물, 음식 등)

## 역대 게스트

### 시즌 1 게스트
- 1회 이상엽
- 2회 황광희
- 3회 김민석
- 4회 이상우
- 5회 장동윤
- 6회 정용화 (씨엔블루)
- 7회 김영광
- 8회 차태현

### 시즌 2 게스트
- 1회 온주완
- 2회 없음
- 3회 카이 (EXO)
- 4회 하석진
- 5회 준호 (2PM)
- 6회 마마무 (솔라, 문별)
- 7회 허웅, 허훈
- 8회 김성철
- 9회 지석진, 조세호
- 10회 남지현, 채종협
- 11회 로꼬, 그레이
- 12회 이상이
- 13회 Key (샤이니)
- 14회 안보현

### 시즌 3 게스트
- 1회 송은이, 윤찬영
- 2회 김혜윤, 남윤수
- 3회 지석진, 이엘, 송재림
- 4회 조세호, 최태준
- 5회 유리 (소녀시대), 이이경
- 6회 권일용, 온주완
- 7회 이은지, 김종민
- 8회 전소민, 이주명
- 9회 전소민, 아이키, no:ze
- 10회 코드 쿤스트, 넉살
- 11회 전소민, 노사연, 강다니엘
- 12회 김지석
- 13회 김지민, 김민규
- 14회 박진주, 아린 (오마이걸)

## 시청률
최저 시청률과 최고 시청률은 시청률 조사회사와 지역별로 시청률에 차이가 있을 수 있습니다.

### 시즌 1 (2020년)
| 회차 | 방송일    | 닐슨코리아 시청률 | 닐슨코리아 시청률 |
| 회차 | 방송일    | 대한민국(전국)    | 서울(수도권)      |
| ---- | --------- | ----------------- | ----------------- |
| 1회  | 9월 3일   | 3.219%            | 3.768%            |
| 2회  | 9월 10일  | 2.876%            | 3.481%            |
| 3회  | 9월 17일  | 2.798%            | 3.356%            |
| 4회  | 9월 24일  | 2.341%            | 2.764%            |
| 5회  | 10월 8일  | 3.269%            | 3.810%            |
| 6회  | 10월 15일 | 2.747%            | 2.922%            |
| 7회  | 10월 22일 | 3.239%            | 4.089%            |
| 8회  | 10월 29일 | 3.339%            | 4.327%            |

### 시즌 2 (2021년)
| 회차 | 방송일   | 닐슨코리아 시청률 | 닐슨코리아 시청률 |
| 회차 | 방송일   | 대한민국(전국)    | 서울(수도권)      |
| ---- | -------- | ----------------- | ----------------- |
| 1회  | 6월 25일 | 2.736%            | 3.011%            |
| 2회  | 7월 2일  | 2.767%            | 3.509%            |
| 3회  | 7월 9일  | 2.532%            | 2.735%            |
| 4회  | 7월 16일 | 3.035%            | 3.184%            |
| 5회  | 7월 23일 | 3.272%            | 3.732%            |
| 6회  | 7월 30일 | 3.435%            | 3.741%            |
| 7회  | 8월 6일  | 2.074%            | 1.937%            |
| 8회  | 8월 13일 | 3.381%            | 3.741%            |
| 9회  | 8월 20일 | 3.314%            | 3.799%            |
| 10회 | 8월 27일 | 3.142%            | 3.484%            |
| 11회 | 9월 3일  | 2.724%            | 3.018%            |
| 12회 | 9월 10일 | 2.930%            | 3.230%            |
| 13회 | 9월 17일 | 3.265%            | 3.495%            |
| 14회 | 9월 24일 | 2.827%            | 3.013%            |

### 시즌 3 (2022년)
| 회차 | 방송일   | 닐슨코리아 시청률 | 닐슨코리아 시청률 |
| 회차 | 방송일   | 대한민국(전국)    | 서울(수도권)      |
| ---- | -------- | ----------------- | ----------------- |
| 1회  | 3월 18일 | 3.512%            | 4.089%            |
| 2회  | 3월 25일 | 3.299%            | 3.396%            |
| 3회  | 4월 1일  | 3.033%            | 3.129%            |
| 4회  | 4월 8일  | 2.785%            | 3.140%            |
| 5회  | 4월 15일 | 2.732%            | 3.022%            |
| 6회  | 4월 22일 | 2.525%            | 2.864%            |
| 7회  | 4월 29일 | 2.682%            | 2.739%            |
| 8회  | 5월 6일  | 2.790%            | 2.969%            |
| 9회  | 5월 13일 | 2.527%            | 2.573%            |
| 10회 | 5월 20일 | 2.475%            | 2.478%            |
| 11회 | 5월 27일 | 2.636%            | 2.467%            |
| 12회 | 6월 3일  | 2.907%            | 3.018%            |
| 13회 | 6월 10일 | 2.161%            | 2.254%            |
| 14회 | 6월 17일 | 2.719%            | 2.654%            |

## 결방

### 2020년
- 10월 1일 : 추석특집 영화 ·드라마 연속 방영

## 동일 소재 프로그램
- 런닝맨 (SBS TV)